# Jorge Brotons
Jorge Brotons (Petrer, Alacant, 1965), poeta i pintor resident a Barcelona. Ha publicat els llibres de poesia: El Tiempo raro (El Cep i la Nansa, 2003), La Raó de les séquies (Afers, 2006), Bloc al Circ (5é Certamen literari Clara Alzina, 2007), Hoy era martes (Papers de Versàlia, 2008) i Verb de Continuïtat (Curbet editors, 2015). També ha publicat a diverses plaquettes a Papers de Versàlia i a les revistes Reduccions i Kafka. És també autor dels llibres infantils Helena de Troia (Dèria editors, 2007) i A la cuina amb les tres bessones (Salsa Books / Cromosoma, 2005). Com a pintor ha realitzat exposicions a Taller Arimón (Barcelona, 2008), Art & Breakfast (Màlaga, 2018) i Art Cuestion (Madrid, 2019). Al 2021 publica "La insolència que ens queda" a laBreu Edicions